# Albert Kirchner
Albert Kirchner (Hamburgo, Confederación Germánica, 1860-París, Francia, 1901) mejor conocido bajo el seudónimo de Léar, fue un fotógrafo, fabricante, expositor y cineasta francés que se destacó por producir varias películas religiosas y eróticas. Fue empleado como fotógrafo por Eugène Pirou, un cineasta y pornógrafo francés. Kirchner dirigió la primera película erótica en 1896, Le Coucher de la Mariée (o Bedtime for the Bride), una película que protagonizada por la actriz Louise Willy.